# Państwowa Komisja Etatów
Państwowa Komisja Etatów – centralna jednostka organizacyjna rządu istniejąca w latach 1950–1956, ustanowiona w celu regulowania uposażenia pracowników państwowych i samorządowych oraz przewodniczących organów wykonawczych gmin miejskich i wiejskich. Etatami w rozumieniu rozporządzenia były etaty osobowe pracowników zatrudnionych w urzędach i władzach, w instytucjach i zakładach publiczno-prawnych oraz w organizacjach i instytucjach społecznych, korzystających z subwencji i dotacji państwowych.

## Powołanie Komisji
Na podstawie rozporządzenia Rady Ministrów z 1950 r. w sprawie utworzenia Państwowej Komisji Etatów ustanowiono Komisję.

## Zakres działania Komisji
Do zakresu działania Komisji należało:
- walka z przerostami etatów,
- ustalenie norm zatrudnienia,
- ustalenie typowych schematów etatów dla urzędów, władz, instytucji, zakładów i organizacji,
- zatwierdzenie etatów i kontyngentów etatów,
- czuwanie nad przestrzeganiem przepisów prawnych, dotyczących etatów.

## Kierowanie Komisją
Na czele Komisji stał Prezes, powoływany i odwoływany przez Prezesa Rady  Ministrów. 
Prezesa Komisji zastępowali dwaj wiceprezesi, powoływani i odwoływani przez Prezesa Rady   Ministrów.

## Kolegium Komisji
Kolegium Komisji  tworzyli:
- Prezes,
- dwaj wiceprezesi,
- delegat Ministra Skarbu,
- delegat Przewodniczącego Państwowej Komisji  Planowania Gospodarczego.

## Zniesienie Komisji
Na podstawie rozporządzenie Rady Ministrów z 1956 r. w sprawie zniesienia Państwowej Komisji Etatów zlikwidowano Komisję.